# Aubigny (Calvados)
Aubigny (Aubignyⓘ) – miejscowość i gmina we Francji, w regionie Normandia, w departamencie Calvados.
Według danych na rok 1990 gminę zamieszkiwało 295 osób, a gęstość zaludnienia wynosiła 59 osób/km² (wśród 1815 gmin Dolnej Normandii Aubigny plasuje się na 600. miejscu pod względem liczby ludności, natomiast pod względem powierzchni na miejscu 884.).